# Yanque

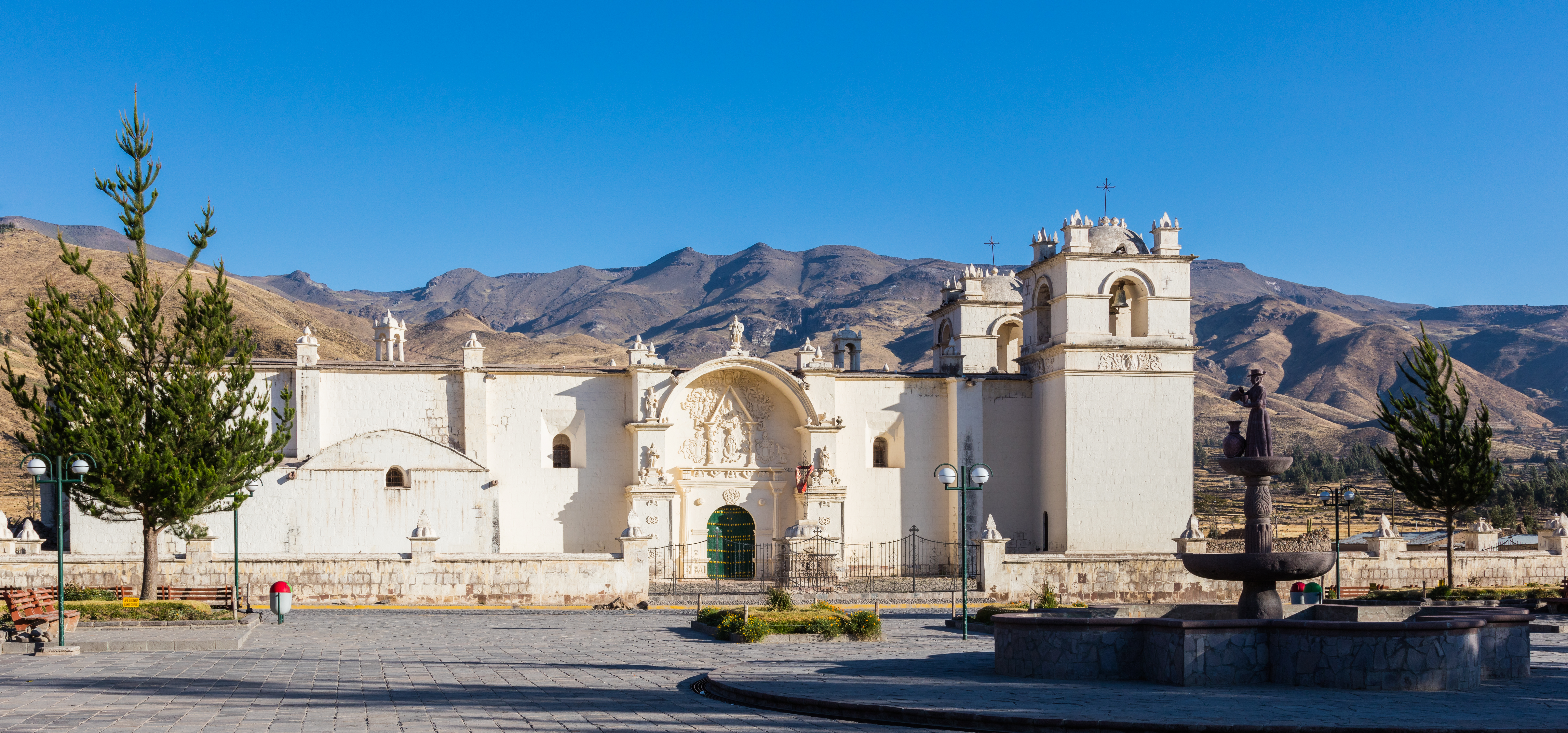
Iglesia Inmaculada Concepción de Yanque.

O Distrito peruano de Yanque é um dos vinte distritos que formam a Província de Caylloma, situada no Departamento de Arequipa, pertencente a Região Arequipa, Peru.

## Transporte
O distrito de Yanque é servido pela seguinte rodovia:
- PE-34E, que liga o distrito de Yura (Região de Arequipa) à cidade de Yauri (Região de Cusco)
- AR-113, que liga o distrito de San Antonio de Chuca à cidade
- AR-109, que liga o distrito de San Antonio de Chuca à cidade de Majes [1][2][3]